# Bergsåker (stadsdelsområde)
Bergsåker är ett stadsdelsområde i kommundelen Sundsvalls tätortsregion i Sundsvalls kommun som omfattar stadsdelarna Bergsåker, Lillhällom och Österro i tätorten Sundsvall.